# 사카이 도루
사카이 도루(일본어: 酒井亨, 1966년 이시카와현 가나자와시)는 중화민국에 거주한 적이 있는 일본의 언론인, 자유기고가이다.
일본 와세다 대학 정치학과를 졸업한 그는 교도 통신사에서 기자생활을 했으며, 1980년대부터 대한민국과 중화민국의 민주화 과정에 깊게 관심을 갖고 현장을 취재해 왔다. 그는 2000년 교도 통신사를 퇴직한 이후 타이완에 거주, 국립타이완대학교 법률학 석사과정을 다녔으며, 2005년에는 법학서사를 받았다가 자유기고가로서 활동하기 시작, 대한민국, 중화인민공화국, 중화민국, 필리핀 등 아시아 국가 간의 국제 관계와 정치 민주화, 환경 운동과 시민 운동, 시민 사회, 언어 등에 대한 책을 저술하고 있다.
또한 그는 최근 레바논 등 중동 지역의 음악, 종교, 문화에 대한 관심을 갖고 이를 주제로 한 책을 저술하고 있으며, 주로 일본어, 중국어, 한국어 등의 언어로 저술하고 있다.

## 주요 저서
- 《台湾　したたかな隣人》 集英社. 2006. (타이완의 민주화 운동을 분석한 내용으로, 대한민국의 민주화와 비교하면서 민주진보당(중화민국)과 열린우리당(대한민국)의 유사성을 지적함).
- 《從非營利組織發展論現代憲法「市民社會」理論之界限－－以台灣、日本、韓國三國之比較為主》 台灣大學法律研究所碩士班公法組論文. 2005.
- 《哈日族　なぜ日本が好きなのか》光文社. 2004. (타이완의 합일족을 분석한 내용이지만, 타이완의 한류도 분석함.)
- 《台湾海峡から見たニッポン》 小学館. 2004.
- 《台湾入門》 日中出版. 2001(초판), 2006(증보개정판).
- <타이완과 대한민국의 진보 정당, 환경은 보수> 월간 《함께 사는 길》(한국환경운동연합) 2005.03, pp.16-19.
- <독자 투고/타이완 총통 선거 바로 보기--극우 국민당 지배 구조를 깨는 개혁-진보 노선의 승리> 월간 《이론과 실천》 (민주노동당) 2004.5, pp.166-173.